# Lymnocryptes minimus

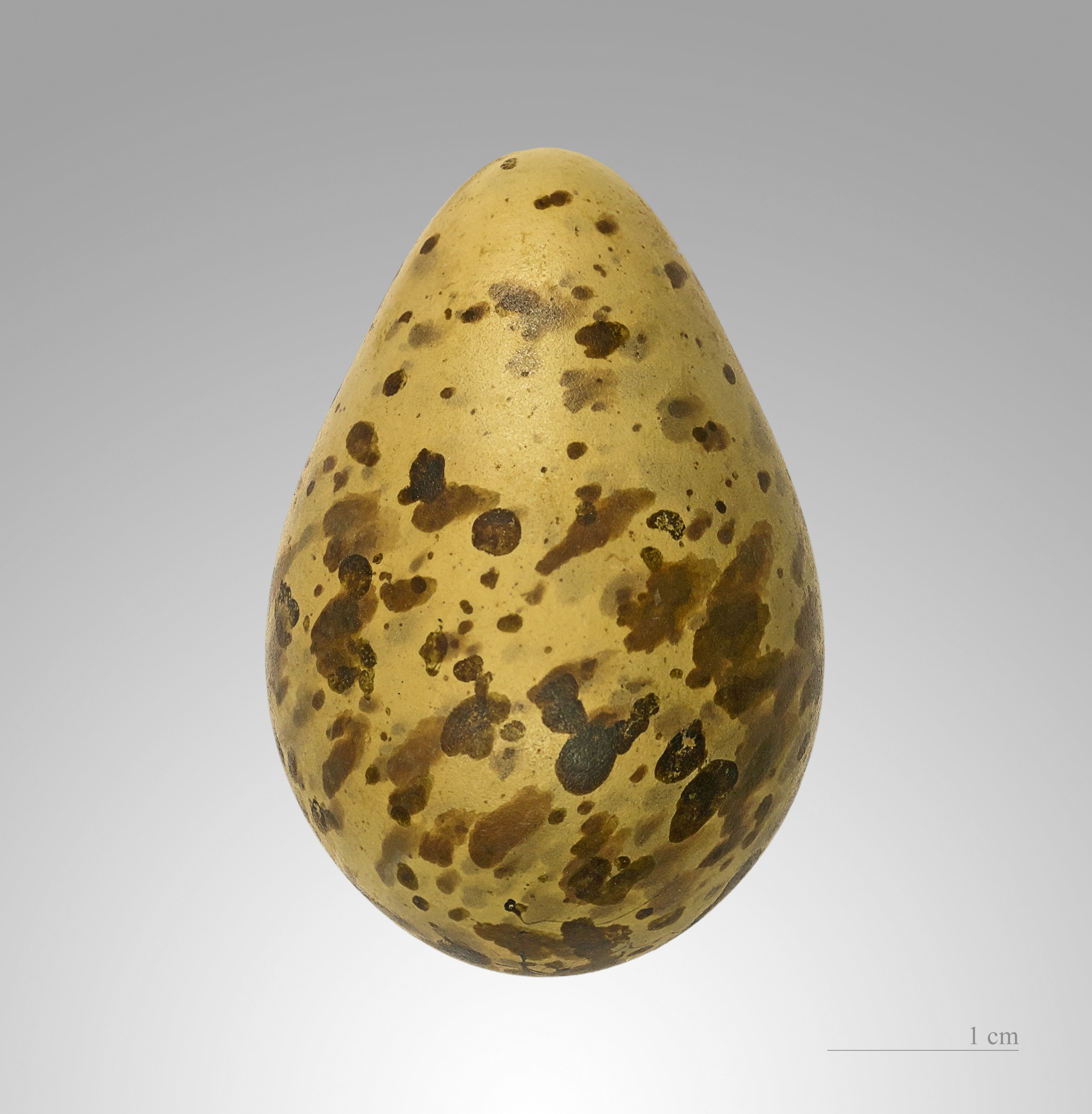
Lymnocryptes minimus

Lymnocryptes minimus là một loài chim trong họ Scolopacidae. Chúng là loài duy nhất trong chi Lymnocryptes.